# Magherești, Gorj
Magherești este un sat în comuna Săcelu din județul Gorj, Oltenia, România.
Asezare si necropolă; daco-romani, sec.II-III. Cercetari de salvare s-au realizat între anii 1976-1978 și 1980-1987.
Au fost identificate o așezare daco-romană în punctul "Turița", necropola așezării în perimetrul "Căminului cultural" din Magherești, o asezare din epoca bronzului la "Fântâna Jidovilor", unde prof. Dumitru Tudor presupunea ca este un castru roman. În așezare s-au descoperit locuințe cu temelia din bolovani de râu, ceramică, resturile unui cuptor pentru ars ceramica, cărămizi, țigle etc.
În spatele căminului cultural s-a găsit un mormânt cu "sarcofag" din cărămizi și o inscripție pe o piatră special cioplită, fragmente ceramice romane etc.

## Vezi și
- Biserica de lemn din Magherești din Vale
- Biserica de lemn din Magherești din Deal

## Galerie de imagini

Monumentul Eroilor